# 邵阳市
邵阳市，简称邵，古称昭阳、邵州、宝庆，是中华人民共和国湖南省下辖的地级市，位于湖南省西南部。市境西界怀化市，北接娄底市，东邻衡阳市、永州市，南达广西壮族自治区桂林市。地处湘中丘陵区与南岭山脉过渡带，西部为雪峰山，南部为越城岭、大南山。资水及支流夫夷水纵贯市境，邵水于市区汇入资水，西南部有沅江支流巫水。區域总面积20,824平方公里，全市总人口約817万人，市人民政府驻大祥区城北路6号。

## 历史
西周初，召伯南巡至此。
春秋时期末，楚国大夫白善筑白公城于此。
西汉初建立昭陵县，属长沙国。昭从召，昭陵之名，源自召伯南巡。
汉武帝元朔五年（前124年），在昭陵县内封了两个诸侯国——夫夷侯国和都梁侯国。
汉平帝元始五年（5年），在昭陵县内又封了两诸侯国——昭阳侯国和承阳侯国，改属零陵郡。旋王莽摄政，侯国被废。
王莽时期，昭阳侯国所属的零陵郡被改为九疑郡。
汉光武帝时，以原零陵郡昭陵县内的4个侯国地分别设立昭阳县、夫夷县、都梁县和蒸阳县。昭阳县所属的九疑郡被改回零陵郡。
汉末为零陵郡北部都尉治所。刘备任命习珍为零陵郡北部都尉，吕蒙袭击荆州后，习珍自立昭陵郡太守，被潘濬征讨败亡，刘备追赠习珍为昭陵郡太守。孙吴复昭陵郡为零陵郡北部都尉。
吴末帝宝鼎元年（266年），置零陵郡北部都尉为昭陵郡。
晋武帝太康元年（280年），司马炎平吴，为避其父司马昭之讳，改昭陵为邵陵郡，移郡治于资江北岸。
东晋、南朝沿袭邵陵郡建制，也曾被数次改为邵陵国。
隋文帝开皇九年（589年），隋灭陈，废邵陵郡，邵阳县属潭州。
隋炀帝大业元年（905年），邵阳县所属的潭州改长沙郡。
唐高祖武德四年（621年），分隋长沙郡之邵阳县地置南梁州。
唐太宗贞观十年（636年），改南梁州为邵州。
唐玄宗天宝元年（742年），改邵州为邵阳郡，
唐肃宗乾元元年（758年），废邵阳郡，改回邵州。
后晋高祖天福三年（938年），马楚改邵州为敏州。
后汉高祖乾祐元年（948年），南汉改敏州回邵州。
北宋与南宋初期沿袭邵州建制。
宋理宗宝庆元年（1225年），理宗赵昀登基，他作太子时，曾被封为邵州防御使。因此用自己的年号命名曾领防御使的封地，升邵州为宝庆府。
元世祖至元十二年（1275年）将宝庆府设为宝庆安抚司。
元世祖至元十四年（1277年）宝庆安抚司升为宝庆路。
明太祖洪武元年（1368年）宝庆路复为宝庆府。
清代沿袭宝庆府建制。
民国二年（1913年），废宝庆府，设宝庆县，境内各县隶湘江道；民国十一年直轄于湖南省。民国十七年，宝庆县复名邵阳县。
1949年10月中华人民共和国建國后，隨即设置湖南省邵阳区督察专员公署；同时建立邵阳市。
1968年2月，邵阳地区革命委员会成立，邵阳专区改称邵阳地区。在文革中，湖南省邵阳市邵阳县因贫下中农最高人民法院大抓捕，导致当地死伤惨重。
1977年7月，邵阳市升格为省辖市；10月分邵阳地区东北部置涟源地区。
1980年元月，邵阳市由省直隶。
1986年元月，国务院批准撤销邵阳地区建制，实行市领导县体制。
1994年3月，撤销武冈县建制，设武冈市，武冈市由邵阳市代管。
2019年7月，撤销邵东县建制，设邵东市，邵东市由邵阳市代管。
至此全市共辖二市七县（其中一民族自治县）三区。

## 地理
| 邵阳市气象数据（1971年至2000年）            | 邵阳市气象数据（1971年至2000年） | 邵阳市气象数据（1971年至2000年） | 邵阳市气象数据（1971年至2000年） | 邵阳市气象数据（1971年至2000年） | 邵阳市气象数据（1971年至2000年） | 邵阳市气象数据（1971年至2000年） | 邵阳市气象数据（1971年至2000年） | 邵阳市气象数据（1971年至2000年） | 邵阳市气象数据（1971年至2000年） | 邵阳市气象数据（1971年至2000年） | 邵阳市气象数据（1971年至2000年） | 邵阳市气象数据（1971年至2000年） | 邵阳市气象数据（1971年至2000年） |
| 月份                                        | 1月                              | 2月                              | 3月                              | 4月                              | 5月                              | 6月                              | 7月                              | 8月                              | 9月                              | 10月                             | 11月                             | 12月                             | 全年                             |
| ------------------------------------------- | -------------------------------- | -------------------------------- | -------------------------------- | -------------------------------- | -------------------------------- | -------------------------------- | -------------------------------- | -------------------------------- | -------------------------------- | -------------------------------- | -------------------------------- | -------------------------------- | -------------------------------- |
| 历史最高温 °C（°F）                         | 24.3 (75.7)                      | 28.9 (84.0)                      | 35.9 (96.6)                      | 34.5 (94.1)                      | 36.2 (97.2)                      | 37.4 (99.3)                      | 39.5 (103.1)                     | 38.6 (101.5)                     | 37.1 (98.8)                      | 35.3 (95.5)                      | 33.0 (91.4)                      | 24.6 (76.3)                      | 39.5 (103.1)                     |
| 平均高温 °C（°F）                           | 8.7 (47.7)                       | 10.2 (50.4)                      | 14.4 (57.9)                      | 21.1 (70.0)                      | 26.0 (78.8)                      | 29.4 (84.9)                      | 32.8 (91.0)                      | 32.4 (90.3)                      | 28.3 (82.9)                      | 23.0 (73.4)                      | 17.4 (63.3)                      | 12.1 (53.8)                      | 21.3 (70.4)                      |
| 日均气温 °C（°F）                           | 5.2 (41.4)                       | 6.7 (44.1)                       | 10.7 (51.3)                      | 16.9 (62.4)                      | 21.6 (70.9)                      | 25.2 (77.4)                      | 28.2 (82.8)                      | 27.6 (81.7)                      | 23.7 (74.7)                      | 18.3 (64.9)                      | 12.8 (55.0)                      | 7.7 (45.9)                       | 17.1 (62.7)                      |
| 平均低温 °C（°F）                           | 2.6 (36.7)                       | 4.3 (39.7)                       | 7.9 (46.2)                       | 13.7 (56.7)                      | 18.3 (64.9)                      | 22.0 (71.6)                      | 24.4 (75.9)                      | 24.1 (75.4)                      | 20.3 (68.5)                      | 14.9 (58.8)                      | 9.4 (48.9)                       | 4.5 (40.1)                       | 13.9 (57.0)                      |
| 历史最低温 °C（°F）                         | −10.5 (13.1)                     | −6.0 (21.2)                      | −0.6 (30.9)                      | 2.2 (36.0)                       | 9.6 (49.3)                       | 14.1 (57.4)                      | 18.1 (64.6)                      | 18.5 (65.3)                      | 12.2 (54.0)                      | 3.2 (37.8)                       | −1.6 (29.1)                      | −6.9 (19.6)                      | −10.5 (13.1)                     |
| 平均降水量 mm（）                           | 67.5 (2.66)                      | 82.8 (3.26)                      | 118.4 (4.66)                     | 166.2 (6.54)                     | 198.7 (7.82)                     | 200.4 (7.89)                     | 125.4 (4.94)                     | 124.3 (4.89)                     | 79.6 (3.13)                      | 87.7 (3.45)                      | 59.6 (2.35)                      | 33.8 (1.33)                      | 1,344.4 (52.92)                  |
| 平均降水天数（≥ 0.1 mm）                    | 15.3                             | 15.3                             | 18.6                             | 17.8                             | 16.9                             | 15.2                             | 11.4                             | 11.6                             | 8.8                              | 11.7                             | 10.1                             | 9.6                              | 162.3                            |
| 来源：中国天气网（1971–2000年间的降水天数） |                                  |                                  |                                  |                                  |                                  |                                  |                                  |                                  |                                  |                                  |                                  |                                  |                                  |

## 政治

### 现任领导
| 机构     | · 中国共产党 · 邵阳市委员会 | 邵阳市人民代表大会 常务委员会 | 邵阳市人民政府    | · 中国人民政治协商会议 · 邵阳市委员会 |
| 职务     | 书记                        | 主任                          | 市长              | 主席                                  |
| -------- | --------------------------- | ----------------------------- | ----------------- | ------------------------------------- |
| 姓名     | 严华                        | 周迎春（女）                  | 程蓓（女）        | 周文                                  |
| 民族     | 汉族                        | 汉族                          | 汉族              | 汉族                                  |
| 籍贯     | 湖南省澧县                  | 湖南省安仁县                  | 安徽省淮南市      | 湖南省武冈市                          |
| 出生日期 | 1968年8月（56歲）           | 1969年1月（56歲）             | 1972年8月（52歲） | 1968年9月（56歲）                     |
| 就任日期 | 2021年8月                   | 2022年1月                     | 2024年9月         | 2022年1月                             |

### 历任领导
| 市委书记 - 刘阳春（1986年3月－1991年2月） - 吴向东（1991年2月－1992年9月） - 孙载夫（1992年9月－1995年8月） - 周本顺（1995年8月－2000年11月） - 蒋建国（2000年11月－2004年5月） - 盛茂林（2004年5月－2007年4月） - 黄天锡（2007年4月－2008年3月） - 童名谦（2008年3月－2012年2月） - 郭光文（2012年2月－2016年3月） - 龚文密（2016年3月－2021年8月） - 严华（2021年8月－） | 市长 - 郎艺珠（1986年3月－1988年6月） - 陈茂志（1988年6月－1989年5月） - 彭茂吾（1989年5月－1994年12月） - 孔令志（1994年12月－2000年5月） - 罗月林（2000年5月－2002年10月） - 黄天锡（2002年10月－2007年4月） - 郭光文（2007年4月－2012年2月） - 龚文密（2012年2月－2016年4月） - 刘事青（2016年4月－2021年6月） - 华学健（2021年6月－2024年9月） - 程蓓（2024年9月－） |

2023年11月6日，邵阳市政协原党组书记、主席鞠晓阳涉嫌严重违纪违法，主动投案，接受湖南省纪委监委纪律审查和监察调查。

## 行政区划
邵阳市下辖3个市辖区、6个县、1个自治县，代管2个县级市。
- 市辖区：双清区、大祥区、北塔区
- 县级市：武冈市、邵东市
- 县：新邵县、邵阳县、隆回县、洞口县、绥宁县、新宁县
- 自治县：城步苗族自治县

## 人口
2010年第六次人口普查初步结果显示，邵阳市常住人口7,071,741人，占湖南人口的10.77%居第2位，人口密度340人/公里2；男女性别比为107.95比100。按受教育程度分，大学以上文化程度占总人口的4.49%，初中以上文化程度占总人口的60.01%，文盲率3.24%。辖区内共有1,950,605个家庭户，家庭户人口6,913,913人，占总人口的97.77%；家庭平均人口规模3.54人。年龄构成上，14岁及以下人口1,512,664人，占总人口的21.39%；15－64年人口4,862,468人，占68.76%；65岁及以上老年人口696,609人，占总人口的 9.85%。
根据2020年第七次全国人口普查，全市常住人口为6,563,520人。同第六次全国人口普查的7,071,735人相比，十年共减少了508,215人，下降7.19%，年平均增长率为-0.74%。其中，男性人口为3,392,314人，占总人口的51.68%；女性人口为3,171,206人，占总人口的48.32%。总人口性别比（以女性为100）为106.97。0－14岁的人口为1,478,983人，占总人口的22.53%；15－59岁的人口为3,722,828人，占总人口的56.72%；60岁及以上的人口为1,361,709人，占总人口的20.75%，其中65岁及以上的人口为1,024,036人，占总人口的15.6%。居住在城镇的人口为3,423,660人，占总人口的52.16%；居住在乡村的人口为3,139,860人，占总人口的47.84%。
2022年末，全市户籍人口总户数252.99万户，总人口816.89万人 ，其中城镇人口218.81万人、乡村593.44万人；年内户籍出生人口5.10万人、出生率6.27‰，死亡人口6.89万人、死亡率8.48‰，自然增长率-2.21‰。

### 民族
邵阳为湖南省少数民族人口比较集中的地区之一，人口以汉族为主，少数民族呈大分散小聚居，世居少数民族为苗、瑶、回和侗族。邵阳为湖南第3大苗族人口聚居地，回和侗族人口总量居全省第2位，瑶族人口居全省第4位。
2000年第五次人口普查分析数据显示，邵阳汉族人口6,533,647人，占地区总人口的93.83%。全市少数民族人口429,972人，占湖南少数民族人口的6.71%，居全省第6位；少数民族占地区总人口的6.17%；中国55个少数民族中有39个民族分布。
邵阳有苗族人口333,609人，占全国苗族人口的3.73%，占湖南苗族人口的17.36%居全省第3位。邵阳苗族占地区总人口的4.79%；占地区少数民族人口的77.59%，苗族为邵阳仅次于汉族的第2大民族；邵阳苗族主要分布于城步苗族自治县和绥宁县。
瑶、回和侗族人口均超过2万人，其中瑶族达到35,986人，占湖南瑶族人口的5.11%居全省第4位，占地区少数民族人口的8.37%，占地区总人口的0.52%。瑶族为邵阳第3大民族，聚居地为洞口县的长塘、罗溪和大屋3个瑶族乡，新宁县黄金和麻林2个瑶族乡，绥宁县联民苗族瑶族乡和隆回县虎形山瑶族乡。全市回族人口达到30,139人，占湖南回族人口的30.95%，为仅次于常德第2大回族人口分布地。回族占邵阳总人口的0.43%，占地区少数民族的7.01%；回族聚居地为隆回县山界回族乡。全市侗族人口22,170人，占湖南侗族人口的2.63%，为仅次于怀化第2大侗族人口分布地。侗族占邵阳总人口的0.32%，占地区少数民族的5.16%；邵阳侗族聚居地为绥宁县东山和朝仪侗族乡，鹅公岭侗族苗族乡，乐安铺与枫木团2个苗族侗族乡。邵阳人口过千人的少数民族有土家族和蒙古族，分别为1,818和1,745人；人口过500人的有壮族和仫佬族，分别为785和537人；满族、彝族等9个民族人口过百人，白族、佤族等10个民族人口过10人。
2020年全市常住人口中，汉族人口为6,143,361人，占93.60%；各少数民族人口为420,159人，占6.40%。与2010年第六次全国人口普查相比，汉族人口减少470,206人，下降7.11%，占总人口比例增加0.08个百分点；各少数民族人口减少38,009人，下降8.3%，占总人口比例下降0.08个百分点。其中，苗族人口减少35,610人，下降10.05%，占总人口比例下降0.15个百分点。
| 民族名称                | 汉族      | 苗族    | 瑶族   | 侗族   | 回族   | 土家族 | 壮族  | 布依族 | 彝族 | 仫佬族 | 其他民族 |
| ----------------------- | --------- | ------- | ------ | ------ | ------ | ------ | ----- | ------ | ---- | ------ | -------- |
| 人口数                  | 6,143,361 | 318,657 | 37,481 | 24,570 | 23,942 | 6,693  | 3,333 | 870    | 676  | 520    | 3,417    |
| 占总人口比例（%）       | 93.60     | 4.85    | 0.57   | 0.37   | 0.36   | 0.10   | 0.05  | 0.01   | 0.01 | 0.01   | 0.05     |
| 占少数民族人口比例（%） | －        | 75.84   | 8.92   | 5.85   | 5.70   | 1.59   | 0.79  | 0.21   | 0.16 | 0.12   | 0.81     |

## 经济
| 区县       | 本币      | 美元 (国际汇率) | Intl.$ (购买力平价) | 增长率 (%) | 比重 (%) | 人均 GDP |
| ---------- | --------- | --------------- | ------------------- | ---------- | -------- | -------- |
| 总计       | 90,723    | 14,046          | 21,740              | 13.2       | 100      | 12,797   |
| 城区合计   | 18,308    | 2,835           | 4,387               |            | 20.18    |          |
| 双清区     | 8,175.09  | 1,265.73        | 1,959.00            | 12.6       | 9.01     |          |
| 大祥区     | 8,063.65  | 1,248.47        | 1,932.29            | 15.2       | 8.89     |          |
| 北塔区     | 2,069.27  | 320.38          | 495.86              | 15.1       | 2.28     | 19,698   |
| 县域合计   | 76,358    | 11,822          | 18,298              |            | 84.17    |          |
| 邵东县(市) | 20,220.00 | 3,130.61        | 4,845.32            | 14.4       | 22.29    | 22,299   |
| 新邵县     | 7,429.81  | 1,150.34        | 1,780.41            | 13.6       | 8.19     | 9,998    |
| 邵阳县     | 8,108.55  | 1,255.43        | 1,943.05            | 12.2       | 8.94     | 7,796    |
| 隆回县     | 9,332.00  | 1,444.85        | 2,236.23            | 11.6       | 10.29    | 8,499    |
| 洞口县     | 9,012.00  | 1,395.31        | 2,159.55            | 12.6       | 9.93     | 11,784   |
| 绥宁县     | 5,018.45  | 776.99          | 1,202.57            | 12.2       | 5.53     |          |
| 新宁县     | 5,307.47  | 821.74          | 1,271.83            | 11.7       | 5.85     | 9,425    |
| 城步县     | 2,320.63  | 359.30          | 556.09              | 11.5       | 2.56     | 9,238    |
| 武冈市     | 7,932.57  | 1,228.18        | 1,900.88            | 13.8       | 8.74     | 10,746   |

邵阳地处湘西南，14个市州中邵阳总人口（户籍人口）居湖南首位，常住人口居第2位（2010人口普查），但其经济总量仅居第9位，为典型的人口大市，经济弱市。邵阳经济以在外务工经商创收为支柱，2010年，邵阳在外务工经商人口超过86.8万人，占邵阳户籍人口的10.93%；其中以邵东最具代表性，邵东在外人口总量达到38.47万人，占全县户籍人口30.02%。2011年，邵阳GDP总量907.23亿元（约合140.46亿美元），占全省总量的4.62%；人均12,797元，居14个市州最末位，仅及全省人均水平的42.9%、全国人均水平的36.5%，也只有贵州省人均GDP的78%。全市财政一般预算收入41.02亿元，按年末总人口算，人均仅有514元，按年末常住人口算，人均仅有577元；城镇居民人均可支配收入13,578元，农村居民人均纯收入4,373元，二者仅为全省人均约三分之二水平。邵阳经济总量小，人均占有量低，第一产业在经济结构中仍旧占有极大的比重。以2010年为例，其产业结构第一产业、第二产业和第三产业所占比重分别为23.9%、38.2%和37.9%。邵东为邵阳县域经济最发达的县份，2010年邵东经济总量居湖南县（市）的12位，人均居第32位。
邵阳人口多，人均资源贫乏。全市人均耕地面积不足0.58亩，人均水田仅为0.46亩（2010数据）；为谋生，邵阳人一直以来有外出务工经商的传统。据不完全统计，在全国各地生意达到一定规模的邵阳商人已在50万人以上，其中资产达100万元以上的有20万人，已成为名副其实的商界劲旅。邵阳商人又以邵东人最具代表性，资产过亿元达50人以上，过千万元的达到3千余人。邵东有30万人常年在外务工经商，邵东商人足迹遍布全国，大陆27个省市区的253个城市，出现了“邵东街”和“邵东区”。同时，邵东人已大胆地走出国门，美国、巴西、日本、法国、意大利、印度、西班牙、荷兰、东南亚等各地，都有邵东商人。近年来，在外的邵阳商人回乡投资渐渐增多，占投资量的大部分。

## 教育
高等院校：邵阳学院

## 交通
- 207国道、 320国道、 356国道
- 沪昆高速
- 二广高速
- 衡邵高速公路
- 邵坪高速公路
- 益湛鐵路
- 懷衡鐵路
- 邵阳武冈机场

## 文化

### 特产
宝庆竹刻是邵阳市著名的传统文化。

### 全国重点文物保护单位

河神廟

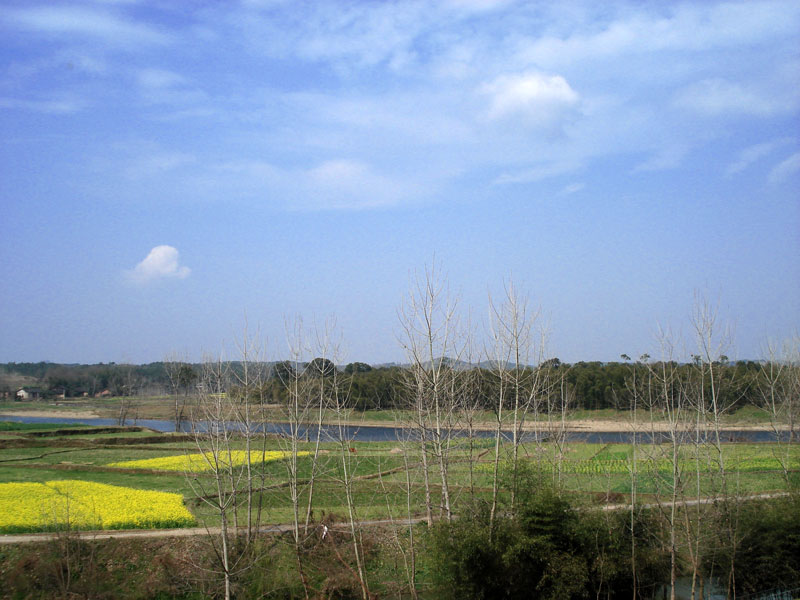
渣塘烂坝

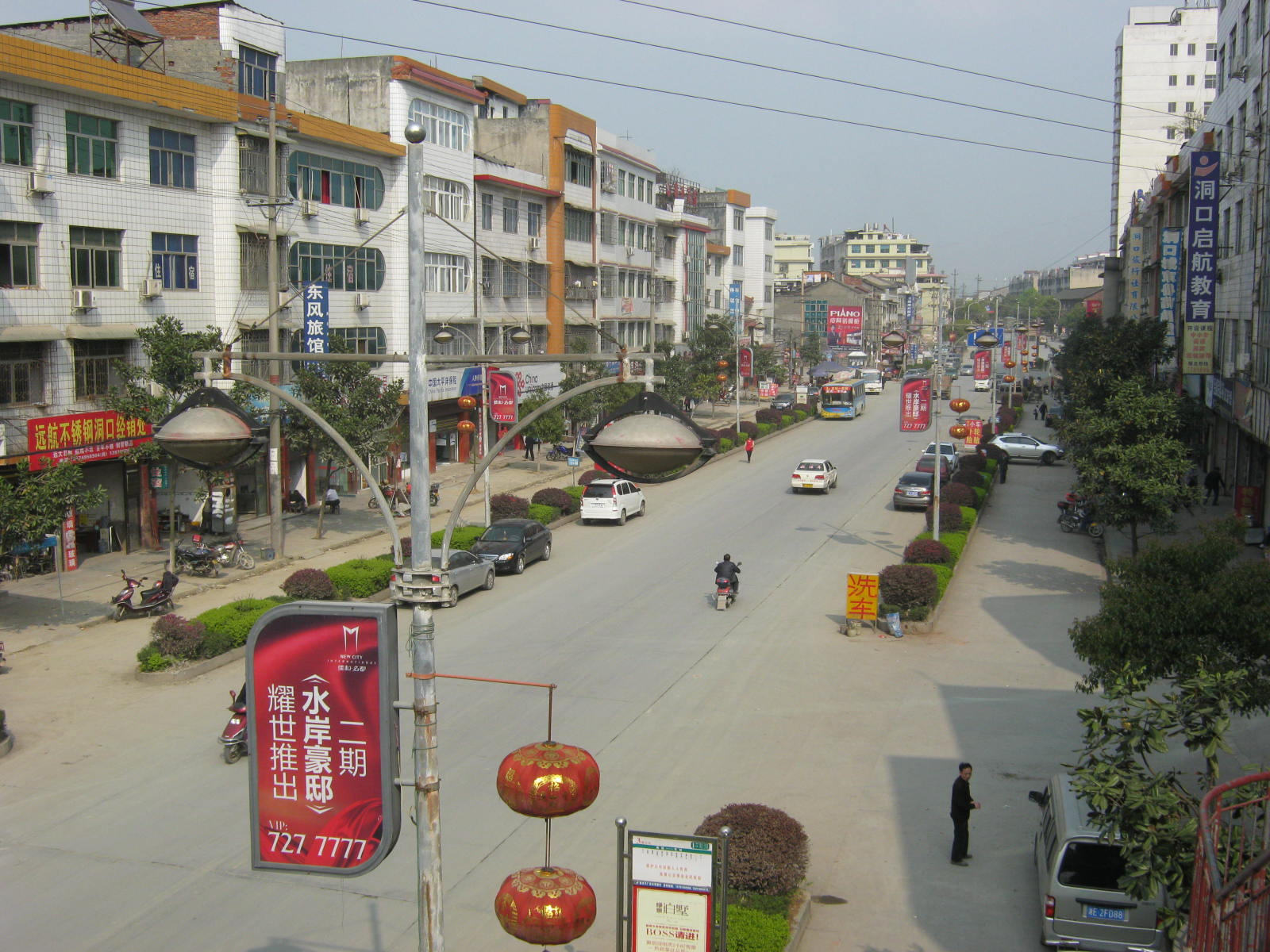
洞口路東風旅館

- 魏源故居
- 邵阳北塔
- 蔡锷故居、公馆和墓
- 塘田战时讲学院旧址
- 宝庆府古城墙
- 武冈城墙
- 洞口宗祠建筑群
- 荫家堂
- 中国工农红军第七军指挥所旧址
- 黄埔军校第二分校旧址

## 方言
- 倒（dao）：着
- 𤫬（bon）：凸起
- 冰凊（bin qian）：冰冷
- 睬（ci）：理睬
- 䐬（zao）：饥饿
- 镵（zan）：用针刺
- 场所（dan su）：地方
- 𥪱起（cu qi）：熟悉的事物突然想不起
- 打袊尕（da lin ka）：裸体
- 打㧷（da ten）：不经意的停顿
- 大肆（da si）：大家
- 鼎罐（din guan）：煮饭的餐具
- 斗散花（dou san fa）：开玩笑；容易
- 躲庰（duo ban）：捉迷藏
- 堕着（tuo dao）：压着
- 嫨（han）：懒散
- 䞀（hou）：贪婪
- 鸡胗子（ji jun zi）：鸡胃
- 茭笋（gao sen）：茭白
- 譑伙（jiao ho）：合伙
- 婛（jiang）：倔强固执
- 腈肉（jin rou/ru）：瘦肉
- 咎（zao）：错误
- 儡壮（lui zuan）：肥壮
- 蟆蝈（ma guai）：青蛙
- 薶污（ma wu）：肮脏
- 搣（mie）：捏、撕
- 䪏软（lao yuan）：很软
- 捻阄（lian gou）：抓阄
- 𣕅（pao）：数字十、10
- 𢱤（song/cong）：推搡
- 斢（tiao）：换
- 断（duan）：拦截、拦劫
- 晚晚（man man）：叔叔、小姑
- 㿸痂（man ga）：洗澡搓出来的死皮
- 𩟟（fei）：呕吐
- 蕹菜（on cai）：空心菜
- 嬉（hai）：玩耍
- 䠍步（jia bu）：跨步
- 下数（a su）：晚辈对长辈的礼数
- 涎（zan）：痰
- 哈兴（ha xin）：傻子
- 歆纸（xin zi）：祭祀时烧的纸
- 寻（jin）：寻找
- 一络（yi lo）：一起
- 油臎里（you ju li）：油太多了
- 芫荽菜（yan xu cai）：香菜，芫荽
- 砧板（din ban）：切菜板
- 炙火（za huo）：烤火
- 做生（zou sen）：祝贺生日

## 友好城市
- 日本北斗市（1999年10月15日）